# 佩尔·韦斯特贝里
佩尔·埃里克·韦斯特贝里（瑞典語：Per Erik Wästberg；1933年11月20日—），瑞典作家、1997年起任瑞典学院院士。
韦斯特贝里生于斯德哥尔摩，在乌普萨拉大学获文学学士学位。1953年加入每日新闻报，1976至1982年任该报主编。1999年起任诺贝尔文学奖委员会委员，2005年至2019年任该委员会主席。
韦斯特贝里出版了许多关于非洲的旅行文学，以及多种小说（包括一本关于瑞典动物学家安德斯·斯帕尔曼的传记小说）、诗集和传记。他也是斯德哥尔摩的方志专家。